# Michel Matschoss
Michel Matschoss (* 1. April 1943) ist ein deutscher Spieleautor.
Er entwickelte zusammen mit Alex Randolph das Gesellschaftsspiel Sagaland, welches 1982 Spiel des Jahres wurde. Während der Entwicklungsphase des Spiels wohnten die beiden Autoren zeitweise auf der Sababurg, damit das Vorhaben ein Märchenspiel zu entwickeln von der Umgebung beeinflusst werden konnte. Sagaland ist das einzige von Matschoss veröffentlichte Spiel.
Nach einer Ausbildung zum Marketingfachmann wurde Michel Matschoss Manager für das Marketing beim 3M-Verlag. Matschoss war bis Juni 2009 Geschäftsführer des Spieleverlags Winning Moves in Düsseldorf.
2014 gründete Matschoss zusammen mit Michael Tschiggerl die Smart Cookie Games UG, eine Agentur, die mit Rechten und Lizenzen von Gesellschaftsspielen handelt und Spieleautoren vertritt.